# Llama Eterna de John F. Kennedy

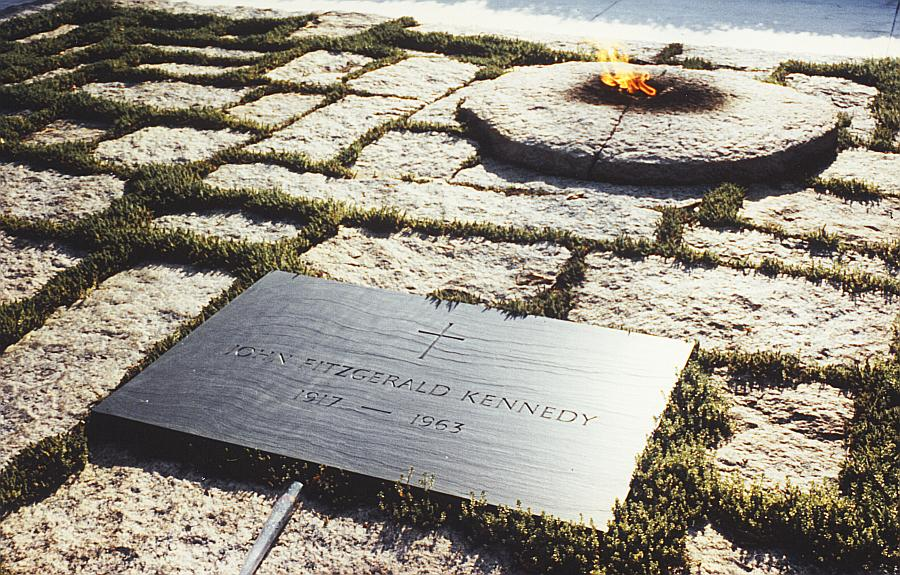
La tumba y la llama.

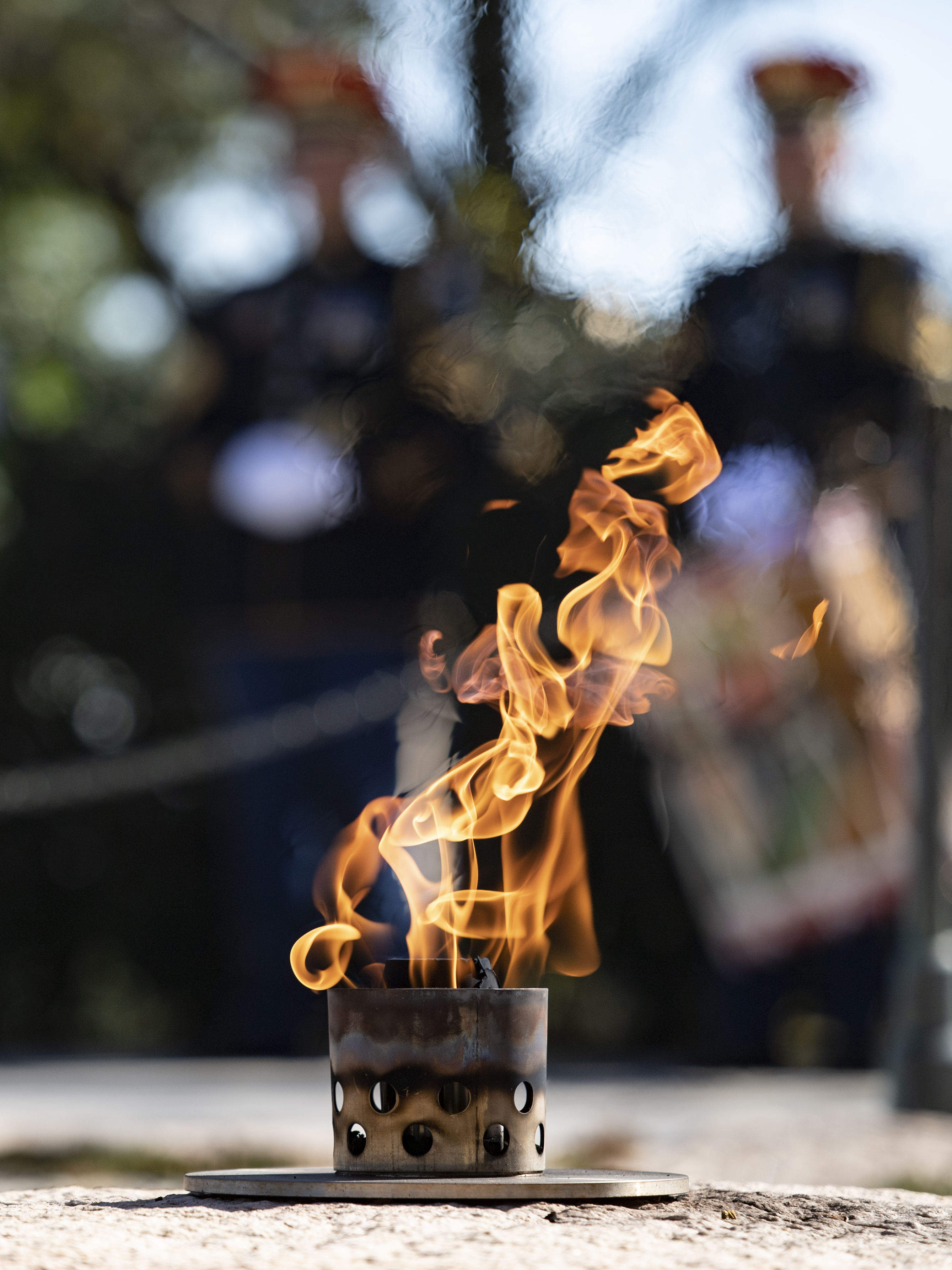
La Llama Eterna

La Llama Eterna de John F. Kennedy es un monumento conmemorativo en la tumba del presidente de los Estados Unidos John F. Kennedy, ubicada en el Cementerio de Arlington. La tumba está alineada con el Monumento a Lincoln, cruzando el Puente Memorial de Arlington.[cita requerida]
Después del asesinato del presidente, su viuda, la primera dama, Jacqueline Kennedy, solicitó una llama eterna para su tumba. Ella se inspiró en la llama eterna en la Tumba del soldado desconocido, en el Arco de Triunfo, en París, Francia, la cual vieron juntos durante su visita a Francia en 1961. Tal vez se inspiró también en la “vela en el viento” de la leyenda de Arturo y en la obra de teatro de Broadway Camelot.
De acuerdo con el libro de William Manchester, Death of a President (1967), la señora Kennedy solicitó una llama eterna el 24 de noviembre de 1963, después de regresar a la Casa Blanca desde el Capitolio. Los militares que habían organizado el funeral, inmediatamente aceptaron su petición y se apresuraron en realizarlo. Por la noche, el Cuerpo de Ingenieros del Ejército de los EE. UU. preparó una línea de gas en el lugar de la tumba, alimentada por tanques de propano. Al día siguiente, Jacqueline Kennedy encendió la llama al final del entierro durante el funeral de estado. Ella lo hizo con una antorcha que le había entregado un soldado, acercándolo al mecanismo de la llama, que estaba rodeado de ramas de hoja perenne. La llama eterna brotó inmediatamente. Esto fue visto en directo en la televisión nacional y en otras naciones a través del satélite. Los hermanos del último presidente, Robert y Ted, se turnaron simbólicamente en encender la llama de la misma manera que había hecho su cuñada.
La idea de una llama eterna para el presidente Kennedy tuvo éxito con el público en general, y en 1964 el Servicio Postal de los EE. UU. usó una imagen de la llama eterna en el sello postal oficial que fue utilizado para conmemorar al presidente asesinado. El sello también ponía las palabras “Y el resplandor de ese fuego puede encender el mundo” que era un pasaje del discurso de inauguración presidencial de Kennedy. 
El Tercer Regimiento de Infantería de los EE. UU. (“La Vieja Guardia”) vigiló la tumba del Presidente Kennedy desde 1963 hasta 1965, cuando comenzaron los trabajos para una nueva tumba permanente exactamente en la misma localización. Esto se debió a la continua visita del público y la necesidad de caminos pavimentados que no se embarraran con la lluvia o la nieve. En 1967, la tumba permanente fue completada, con la llama eterna rodeada por piedras de Cape Cod y por frases seleccionadas del discurso de inauguración del Presidente Kennedy grabadas en paneles de mármol que están vueltas hacia la capital de la nación. El nuevo dispositivo de la llama eterna estaba alimentado por una línea de gas natural subterránea diseñada y creada por el Instituto Tecnológico de Gas de Chicago.
La selección de una llama eterna para conmemorar al Presidente Kennedy fue la primera vez en los EE. UU. en que se dio semejante honor a una persona conocida (a diferencia de El Soldado Desconocido). Previamente, la única llama eterna dentro de los EE. UU. había sido la antorcha que estaba continuamente encendida en el campo de la batalla de Gettysburg, Pensilvania, en honor a las muertes de la guerra civil estadounidense. Esa llama había sido encendida por el presidente Franklin D. Roosevelt en el septuagésimo quinto aniversario de la batalla en 1938. De ahora en adelante, las llamas eternas podrán ser designadas más frecuentemente alrededor del mundo para honrar la pérdida de personas de gran importancia, además de acontecimientos trágicos y eventos trascendentales. La llama eterna es esencialmente un símbolo de recuerdo. Es un signo de que la memoria del Presidente Kennedy está viva todavía.
El dispositivo actual está en la parte superior de una piedra de granito de cinco pies en la cabecera de la tumba. Produce una continua chispa que vuelve a encender la llama si momentáneamente se ha extinguido por cualquier circunstancia (tales como la lluvia, la nieve o el viento). El dispositivo sopla una corriente de aire continua a la llama, manteniéndola con un color uniforme.